# Berço da civilização

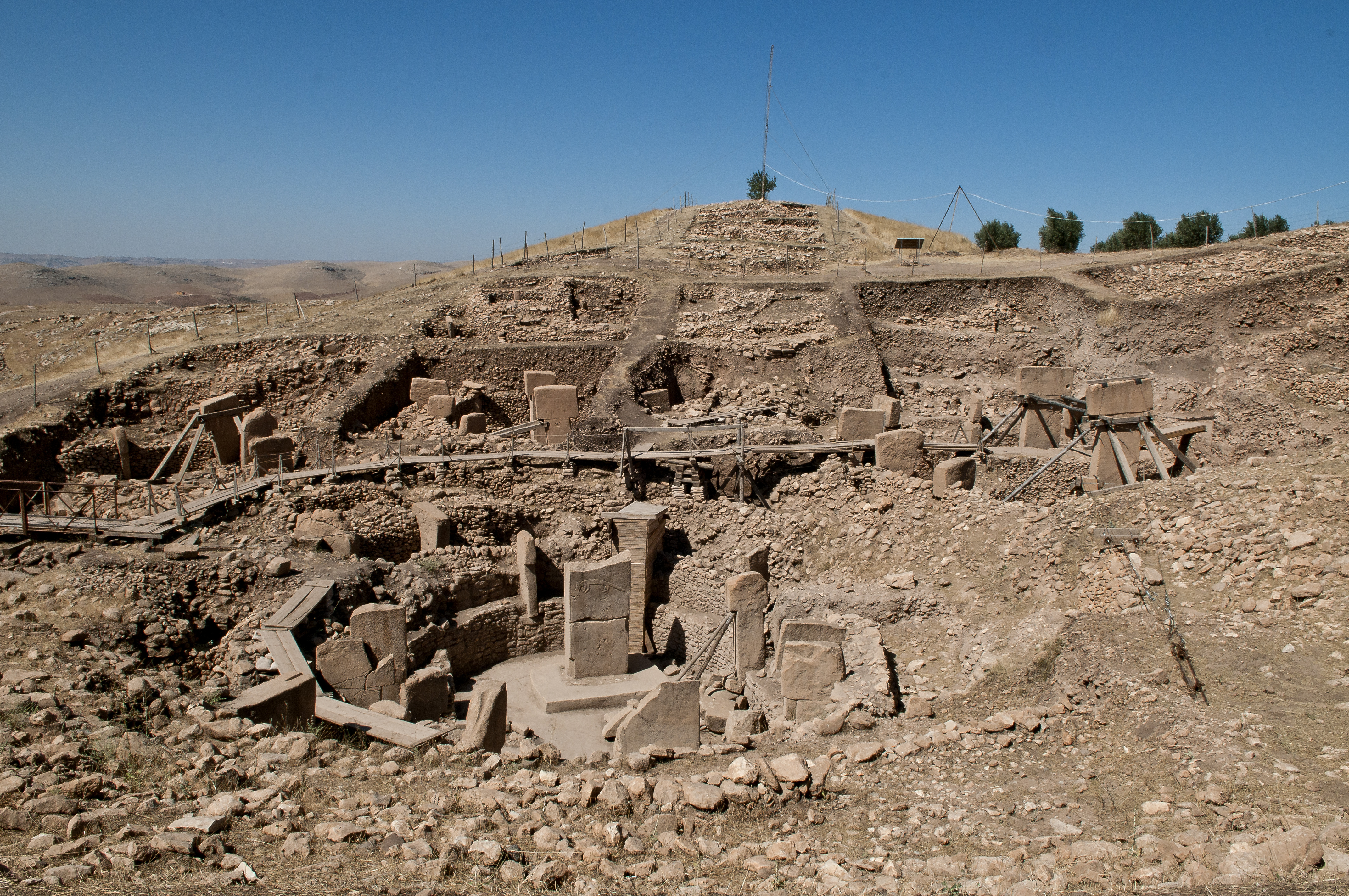
Ruínas de Göbekli Tepe, na atual Turquia, cujas estruturas datam de c., sendo os megalitos mais antigos já encontrados.

Um berço da civilização é um local onde a civilização teria surgido. O pensamento atual é que não houve um "berço" único, mas várias civilizações que se desenvolveram independentemente, sendo o Crescente Fértil (Egito Antigo, Mesopotâmia), a Índia Antiga e a China Antiga as mais antigas. A extensão em que houve influência significativa entre as primeiras civilizações do Oriente Próximo e as do Leste Asiático é disputada. Estudiosos admitem que as civilizações da Mesoamérica, principalmente no México moderno, e do Norte Chico, na região costeira norte-central do Peru, surgiram independentemente das da Eurásia.
Os historiadores definiram a civilização através de vários critérios, como o uso da escrita, cidades, classes sociais, agricultura, pecuária, edifícios públicos, metalurgia e arquitetura monumental. O termo "berço da civilização" tem sido frequentemente aplicado a uma variedade de culturas e áreas, em particular o Calcolítico do Antigo Oriente Próximo (Período de al-Ubaid) e Crescente Fértil, a Índia Antiga e a China Antiga. Ele também foi aplicado à antiga Anatólia, ao Levante e ao planalto iraniano, e usado para se referir a antecessores da cultura — como a Grécia Antiga como predecessora da civilização ocidental, bem como dentro da retórica nacional.
Os primeiros sinais de um processo que leva à cultura sedentária podem ser vistos no Levante até 12 000 a.C., quando a cultura natufiana se tornou sedentária; evoluiu para uma sociedade agrícola em 10 000 a.C. A importância da água para salvaguardar o fornecimento abundante e estável de alimentos, devido a condições favoráveis para caça, pesca e coleta de recursos, incluindo cereais, proporcionou uma economia inicial de amplo espectro que desencadeou a criação de aldeias permanentes.